# JVCエンタテインメント

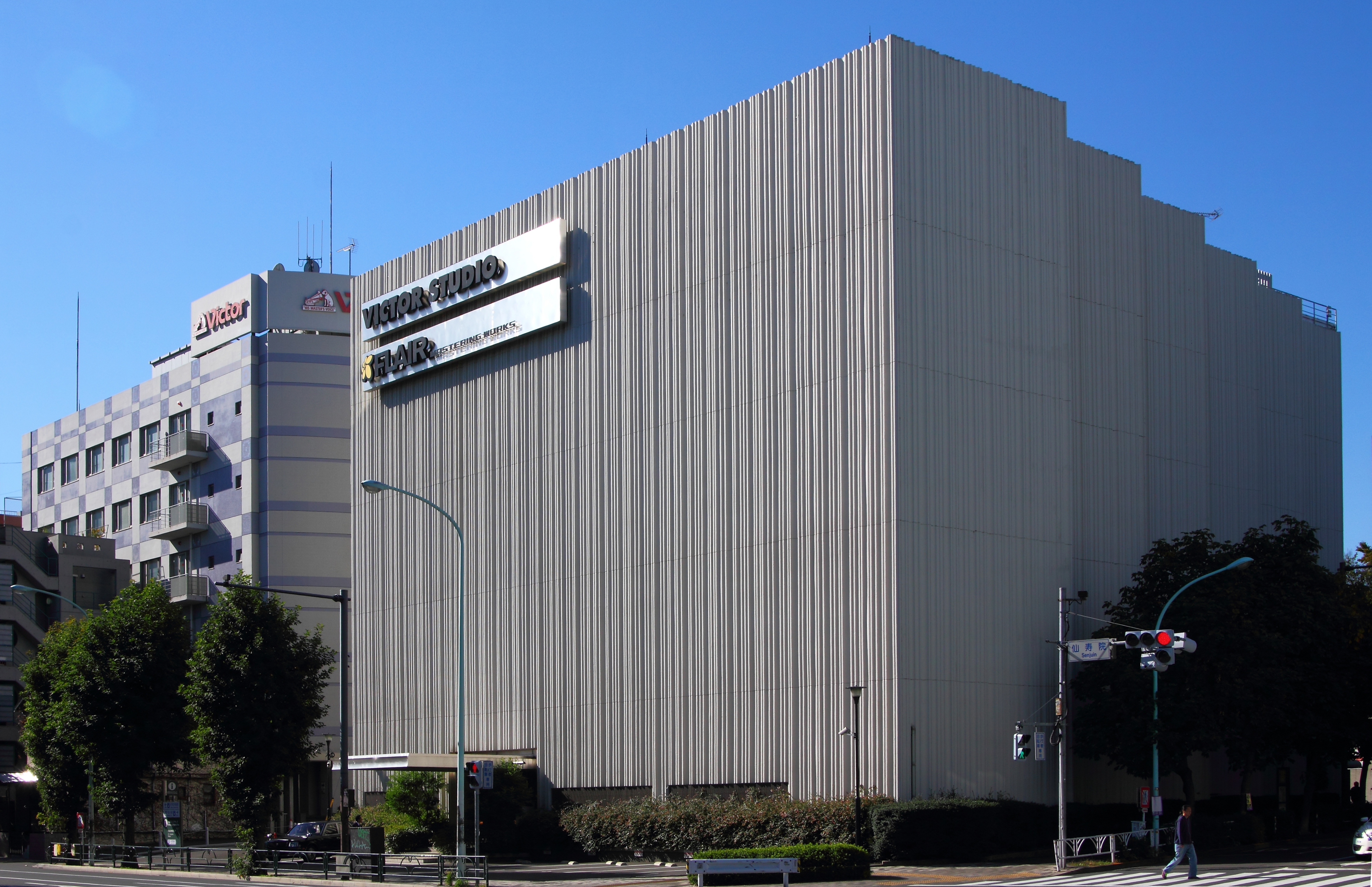
ビクター青山スタジオ。隣接しているのがJVCエンタテイメント本社ビル。

JVCエンタテインメント株式会社（英文社名；JVC Entertainment Company, LTD.）は、東京都渋谷区にかつて存在した日本の芸能プロダクション、広告代理店。

## 沿革・概要
2009年1月1日、JVC・ケンウッド・ホールディングス株式会社が、音楽関連の事業を担当していた「ビクターエンタテインメント株式会社」と、タレント・アーティストのマネジメント及びアニメや映像関連のビジネスを行なっていた「JVCエンタテインメント株式会社」（旧社名：JVCエンタテインメント・ネットワークス株式会社）を、音楽や映像などのエンターテイメント事業の再編を行うために統合すると発表。それに伴い、2004年1月1日から続いた従来のJVCエンタテインメント株式会社は解体されることとなった。
そして、各事業別に再編を行ない、分社化や統合により事業毎の子会社を設立。音楽事業を「ビクターエンタテインメント株式会社」が、従来のJVCエンタテイメントは「株式会社フライングドッグ」に社名変更して存続し、アニメや映像コンテンツを担当。また、JVCエンタテインメントが行なっていたアーティストマネジメント事業は、「ビクター・ミュージックパブリッシング株式会社」と統合し、同社が音楽著作権管理やアーティストマネジメントを担当。新設分割で生まれる「JVCネットワークス株式会社」は、ネットワーク・配信事業を担当。同じく新設分割で生まれる「JVCエンタテインメント株式会社」（※社名は同じであるが、全くの別会社として新設。当記事は、こちらのJVCエンタテインメントについて記述している）は、タレントマネジメントやキャスティング、広告代理事業を担当することとなった。
2009年6月29日、事務所を東京都港区六本木7-18-18 住友不動産六本木通りビル2Fから、東京都渋谷区神宮前2-13-19 ビクター青山ビル2Fへ移転。
2011年3月1日、JVCケンウッド及びビクターエンタテインメントから独立し、タレント部門は別資本の新会社「ハーキュリーズ株式会社」に事業移管された。アーティスト部門は「フォーミュラエンタテインメント」に事業譲渡された上で、所属していた田原俊彦・亜蘭知子・織田哲郎・相川七瀬は移籍する。2016年にフォーミュラが撤退した事で、マネジメント会社のジェイロックが新設した「J-BRAVE」へ移管・移籍する事になった。

## かつて所属していたタレント
| タレント - あじゃ - 網浜直子 - 飯島直子 - 市毛良枝 - 一戸奈美 - 井上真鳳 - 内田三香子 - 江頭ゆい - 大島さと子 - 岡本茜 - 奥田崇 - 小野明日香 - 柏原崇 - 木ノ本嶺浩 - 君嶋ゆかり - 五代高之 - 近藤彩希 - 佐々木光一 - 三四六 - 白石美帆 - 末永遥 - 高橋ひとみ - 高畠華澄 - 田中実 - 長井梨紗 - 日記（別名：山口日記） - 袴田裕幸 - 藤田瞳子 - 古原靖久 - 前原エリ - 美緒（別名：土肥美緒） - 三船力也 - 安田良子 - やない由紀 - 柳沢慎吾 - 湯浅美和子 - 湯江健幸 | アーティスト - 相川七瀬 - 亜蘭知子 - 織田哲郎 - savage genius - 田原俊彦 - 山口リサ スポーツ選手 - 安藤勇太 - 石川弘樹 - 加藤寛規 - 鈴木みのる - 谷口孝仁 - 福嶋晃子 文化人 - 大沼えり子 - 竹山まゆみ - 中山智保子 - Mr.カラスコ - ゆでたまご（嶋田隆司） 脚本家 - 井上登紀子 - 加藤康平 - 櫻井智也 - 白坂英晃 - 坪田文 - 前田司郎 - ますもとたくや |

## 関連会社
- JVCケンウッド・ビクターエンタテインメント
- フライングドッグ
- JVCネットワークス株式会社
- ビクターミュージックアーツ
- スピードスター・ミュージック